# Aatos Jaskari
Aatos Tuomas Yli-Jaskari (ur. 26 kwietnia 1904 w Nurmo, ob. część miasta Seinäjoki, zm. 16 marca 1962 tamże) – fiński zapaśnik, medalista olimpijski.

## Życiorys
Walczył zarówno w stylu wolnym, jak i klasycznym, w wadze koguciej (do 56 kg). Większe sukcesy odnosił w stylu wolnym. Na igrzyskach olimpijskich w 1932 w Los Angeles wystąpił w obu stylach. W stylu wolnym pokonał kolejno Joe Reida z Wielkiej Brytanii, Jima Trifunova z Kanady i Jeorjosa Zerwinisa z Grecji, a w rundzie finałowej przegrał z Robertem Pearce’em ze Stanów Zjednoczonych i Ödönem Zomborim z Węgier, zdobywając brązowy medal. W stylu klasycznym przegrał z Jakobem Brendelem z Niemiec i Hermanem Tuvessonem ze Szwecji odpadając z turnieju.
Na kolejnych igrzyskach olimpijskich w 1936 w Berlinie wystąpił tylko w stylu wolnym w wadze koguciej, gdzie kolejno przegrał z Tuvessonem, wygrał z Enrique Jurado z Filipin i Marcello Nizzolą z Włoch oraz przegrał z Rossem Floodem ze Stanów Zjednoczonych, zajmując 5.–6. miejsce. 
Jego syn Tauno Jaskari także był zapaśnikiem, czterokrotnym olimpijczykiem z 1952, 1956, 1960 i 1964.